# Cobergius hirsutus
Cobergius hirsutus är en tvåvingeart som beskrevs av Barnes 1981. Cobergius hirsutus ingår i släktet Cobergius och familjen Helosciomyzidae. Inga underarter finns listade i Catalogue of Life.